# Големият заговор
„Големият заговор“ (на английски: The Big Bounce) е американска криминална комедия от 2004 година с участието на Оуен Уилсън, Чарли Шийн, Сара Фостър и Морган Фрийман. Режисиран е от Джордж Армитдж и е адаптация на едноименния роман на Елмор Ленард. Романът на Ленард преди това е бил адаптиран за големия екран в едноименния филм през 1969 г. на режисьора Алекс Марш и с участието на Райън О'Нийл.

## Актьорски състав
| Актьор            | Роля               |
| ----------------- | ------------------ |
| Оуен Уилсън       | Джак Райън         |
| Морган Фрийман    | Уолтър Крюс        |
| Чарли Шийн        | Боб Роджърс младши |
| Сара Фостър       | Нанси Хейс         |
| Вини Джоунс       | Лу Харис           |
| Гари Синийз       | Рей Ричи           |
| Бийб Нюуърт       | Алисън Ричи        |
| Уили Нелсън       | Джо                |
| Хари Дийн Стантън | Боб Роджърс старши |

## В България
В България филмът е издаден на VHS и DVD от Съни Филмс на 15 декември 2004 г.
През 2012 г. се излъчва по Би Ти Ви с български войсоувър дублаж. Екипът се състои от:
| Озвучаващи артисти  | Гергана Стоянова Даниел Цочев Александър Воронов Владимир Пенев Ивайло Велчев |
| Преводач            | Светла Василева                                                               |
| Тонрежисьор         | Ламбрини Николова                                                             |
| Режисьор на дублажа | Чавдар Монов                                                                  |